# فرانسیسکو موپو
فرانسیسکو موپو (انگلیسی: Francisco Mwepu؛ زادهٔ ۲۹ فوریهٔ ۲۰۰۰) بازیکن فوتبال اهل زامبیا است که در پست مهاجم برای باشگاه فوتبال اشتورم گراتس در بوندس‌لیگا اتریش بازی می‌کند.

## دوران حرفه‌ای
در سال ۲۰۱۸، موپو در تست باشگاه فوتبال ردبول سالزبورگ تلاش کرد اما پذیرفته نشد.
او در سال ۲۰۲۰ با باشگاه فوتبال اشتورم گراتس از تیم‌های حاضر در بوندس‌لیگا اتریش قرارداد امضا کرد.

## زندگی شخصی
وی برادر کوچک‌تر انوک موپو است که هم‌اکنون برای باشگاه فوتبال برایتون اند هوو آلبیون در لیگ برتر فوتبال انگلیس به میدان می‌رود.